# Nikki Yanofsky
Nicole „Nikki“ Yanofsky (* 8. února 1994 Montréal) je kanadská jazz-popová písničkářka, která nazpívala oficiální propagační skladbu „I Believe“ pro Zimní olympiádu 2010 ve Vancouveru a Letní olympiádu 2012 v Londýně.
V angličtině a francouzštině přednesla kanadskou hymnu „O Canada“ na zahajovacím ceremoniálu Zimních olympijských her 2010. Účinkovala také na závěrečném ceremoniálu a zahájení Zimní paralympiády 2010.

## Nahrávací činnost
Šlágr „Airmail Special“ od Elly Fitzgeraldové nazpívala pro vydavatelství Verve Records, u něhož vyšlo v červnu 2007 na tributovém albu We All Love Ella: Celebrating the First Lady of Song. Produkci zajišťoval Tommy LiPuma. Tím se k danému datu stala nejmladším interpretem, jenž pracoval pro label Verve. Pro společnost Walt Disney Pictures v angličtině a francouzštině nahrála singl „Gotta Go My Own Way“, který se objevil ve filmu Muzikál ze střední 2. Následně spolupracovala s Herbiem Hancockem a will.i.amem (z kapely The Black Eyed Peas) na crossoverové verzi swingového hitu „Stompin' at the Savoy“. Píseň vyšla v audioknize Kareema Abdula Jabbara pojmenované On the Shoulders of Giants (Na ramenou obrů).

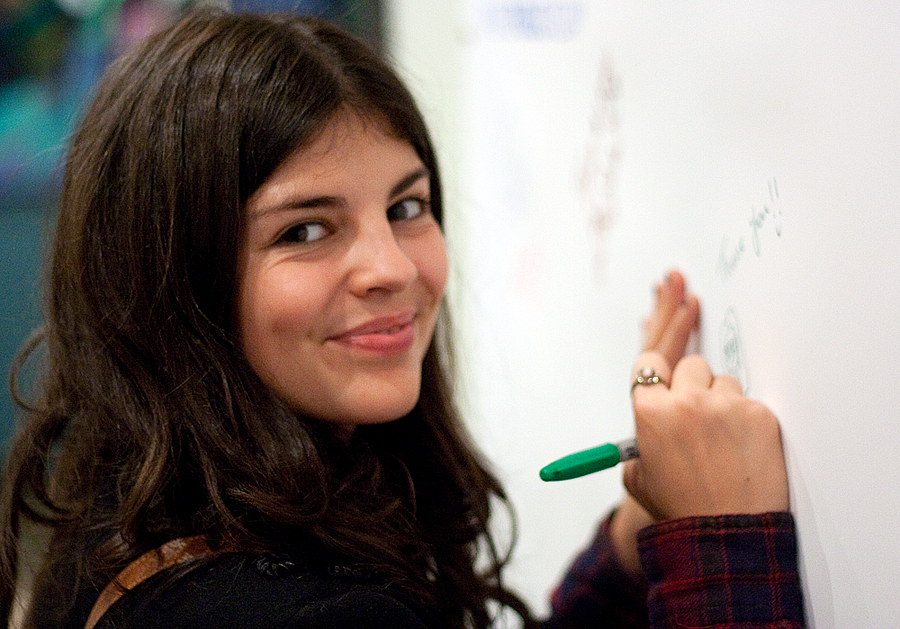
Podpis na zeď stanice KPLU-FM v Tacomě, říjen 2010

V září 2008 vydala první dlouhohrající album s koncertním záznamem na nosičích CD a DVD nazvané Ella... Of Thee I Swing. Produkci zajistilo vydavatelství A440 Entertainment a distribuci v Kanadě a Japonsku zprostředkovala společnost Universal Music. Výkon na desce znamenal dvě nominace na kanadské hudební ceny Juno Award 2009 v kategoriích Nový umělec roku a Vokální jazzové album roku. Na Nezávislých kanadských hudebních cenách 2009 se stala vítězkou kategorie „oblíbený jazzový umělec“.
Skladatelé Stephan Moccio a Alan Frew ji vybrali, aby nazpívala skladbu „I Believe“ pro Zimní olympiádu 2010 ve Vancouveru. Na konci února 2010 singl vystoupal na vrchol kanadské hitparády Canadian Hot 100 a v dubnu dosáhl na čtyřplatinové certifikace u digitálního stažení. Stala se tak prvním kanadským zpěvákem na čele tohoto žebříčku od roku 2007, kdy první místo patřilo písni „Girlfriend“ umělkyně Avril Lavigne.
Debutové studiové albem neslo název Nikki. Obsahovalo také původní skladby, na nichž se podílela s Jessem Harrisem, Ronem Sexsmithem a Feist. Vyšlo v dubnu 2010 u vydavatelství Decca Records a zpěvačka jej doprovodila celosvětovým turné. Deska získala nominaci na Juno Award pro nejlepší vokální jazzové album roku. V rámci cen WAVE Smooth Jazz Award zvítězila v kategorii zpěvačka roku.
Na počátku roku 2013 podepsala smlouvu se společností Quincy Jones Productions, na zajištění její celosvětové produkce.

## Koncertní činnost

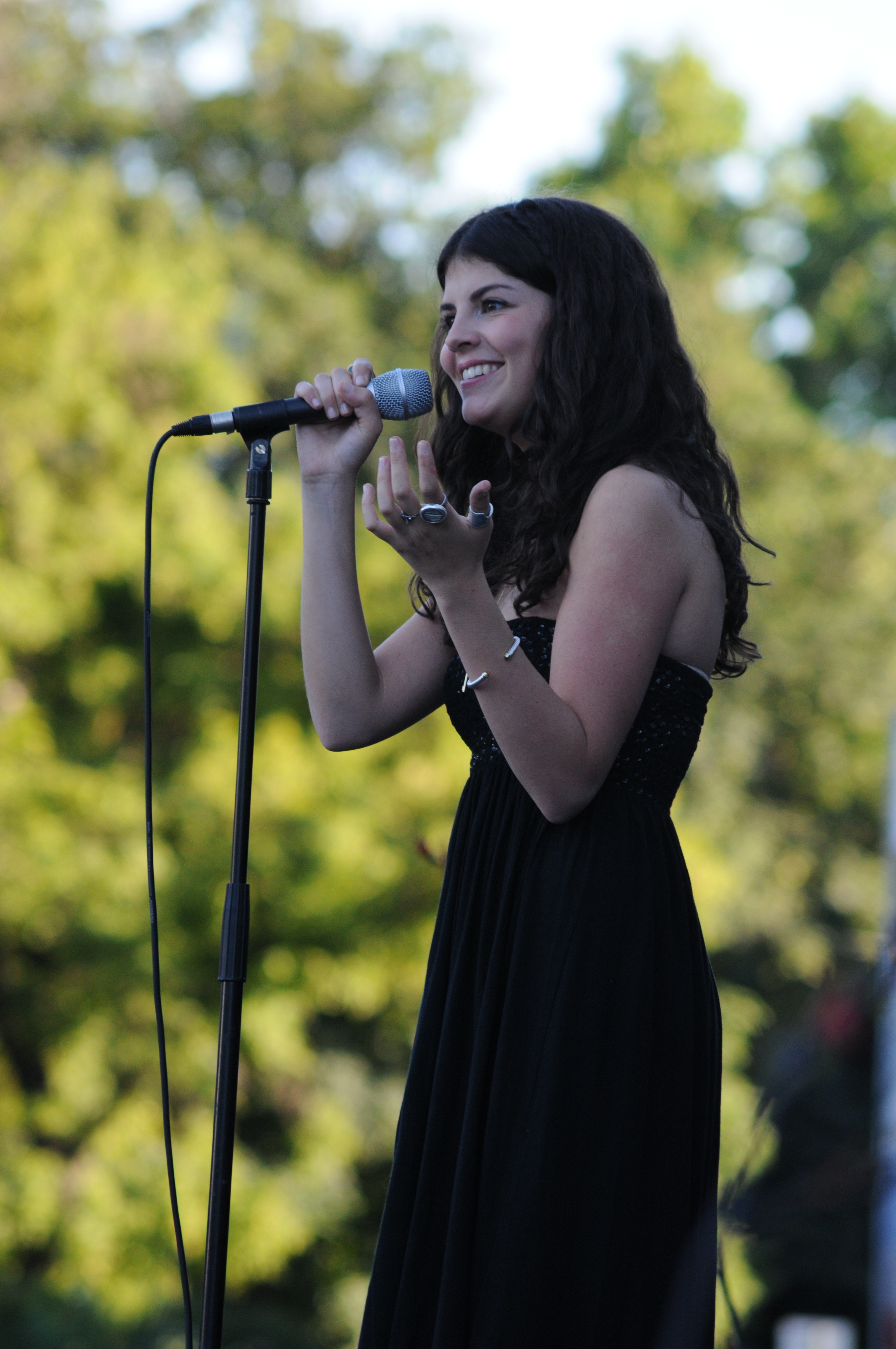
Na vídeňském koncertu Jazz Fest Wien v červenci 2010

Profesionální pěveckou dráhu zahájila v roce 2006 na montréalském mezinárodním jazzovém festivalu. Jako dvanáctiletá se tak stala nejmladším interpretem s vlastním programem v historii této události. Následně se na festival každoročně vracela, při 30. výročí roku 2009 se speciálním venkovním koncertem, a v roce 2011 za doprovodu Metropolitního orchestru.
Na kanadských pódiích vystupovala také na jazzových koncertech v Torontu (Luminato a Downtown), Ottawě (Jazz a Blues), Vancouveru, Victorii, Québecu, Edmontonu, Saskatoonu či Frederictonu. Na mezinárodní scéně se objevila mimo jiné na jamajském jazzovém a bluesovém festivalu, evropských událostech, jakými byly North Sea Jazz Festival a Montreux Jazz Festival, či tokijském mezinárodním jazzovém festivalu Ginza.
V den čtrnáctých narozenin, 8. února 2008, odstartovala v Carnegie Hall turné se skladatelem a producentem Marvinem Hamlischem. Během listopadu téhož roku zažila debut s orchestrem, když ji doprovodil edmontonský symfonický orchestr. Následovala vystoupení s vancouverskými a calgarskými filharmoniky.
Na udílení ceny hudební osobnosti roku – MusiCares Person of the Year 2011, kterou převzala Barbra Streisandová, zazpívala skladbu „On A Clear Day You Can See Forever“ za Hancockova klavírního doprovodu.
Na velké scéně casina MGM Grand Las Vegas vystoupila 13. dubna 2013 po boku Stevieho Wondera, když společně přednesli píseň „Let The Good Times Roll“. Hvězdný galavečer byl věnován oslavě 80. narozenin Quincyho Jonese a sira Michaela Cainea. Veškerý zisk směřoval do centra Loua Ruva pro zdraví mozku při clevelandské klinice.
Koncertní turné nazvané Little Secret Tour odstartovala 21. června 2013. Propagovala v něm nadcházející druhé studiové album, vydané v květnu 2014 pod titulem Little Secret.

## Soukromý život
Narodila se roku 1994 v Montréalu do židovské rodiny, matce Elysse (za svobodna Rosenthalové) a otci Richardu Yanofským. Vystudovala základní a střední školu svatého Jiří v Montréalu (St. George's School of Montreal).

## Vydané nahrávky

### Diskografie

#### Alba
| Rok                                                         | album | nejvyšší pozice v hitparádách | nejvyšší pozice v hitparádách | nejvyšší pozice v hitparádách | nejvyšší pozice v hitparádách | nejvyšší pozice v hitparádách | nejvyšší pozice v hitparádách | nejvyšší pozice v hitparádách | nejvyšší pozice v hitparádách | certifikace (míra prodejnosti) |
| Rok                                                         | album | CAN                           | CAN Jazz                      | CAN Pop                       | BEL                           | FRA                           | USA                           | USA Heat                      | USA Jazz                      | certifikace (míra prodejnosti) |
| ----------------------------------------------------------- | --- | ----------------------------- | ----------------------------- | ----------------------------- | ----------------------------- | ----------------------------- | ----------------------------- | ----------------------------- | ----------------------------- | ------------------------------ |
| 2008                                                        | Ella...Of Thee I Swing - Vydáno: 23. září 2008 - Vydavatelství: A440 - Formát: CD, digitální stažení                                  | —                             | 8.                            | —                             | —                             | —                             | —                             | —                             | —                             |                                |
| 2010                                                        | Nikki - Vydáno: CA: 20. dubna 2010 USA: 4. května 2010 UK: 8. května 2011 - Vydavatelství: A440/Decca - Formát: CD, digitální stažení | 5                             | 1                             | 9.                            | —                             | 29.                           | 105.                          | 1.                            | 3.                            | - CAN: zlatá deska             |
| 2014                                                        | Little Secret - Vydáno: 6. května 2014 - Vydavatelství: A440/Decca - Formát: CD, digitální stažen                                     | 3.                            | —                             | —                             | 139.                          | 28.                           | —                             | —                             | —                             |                                |
| "—" nahrávka v hitparádě nestartovala či se v ní neumístila | |                               |                               |                               |                               |                               |                               |                               |                               |                                |

#### Singly
| 2010                                                        | „I Believe“       | 1.  | — | —   | —   | —   | Nikki         |
| 2010                                                        | „I Got Rhythm“    | —   | — | —   | —   | 97. | Nikki         |
| 2010                                                        | „For Another Day“ | —   | — | —   | 13. | —   | Nikki         |
| 2010                                                        | „Cool My Heels“   | —   | 1 | —   | —   | —   | Nikki         |
| 2014                                                        | „Something New“   | —   | — | 96. | —   | —   | Little Secret |
| 2014                                                        | „Necessary Evil“  | 57. | — | —   | —   | —   | Little Secret |
| "—" nahrávka v hitparádě nestartovala či se v ní neumístila |                   |     |   |     |     |     |               |

### Video alba

#### DVD
| Rok  | DVD                                                                                 | certifikace (míra prodejnosti) |
| 2010 | Live in Montreal - Vydáno: 1. června 2010 - Vydavatelství: A440/Decca - Formát: DVD | - CAN: zlatá deska             |

## Ocenění
| Rok  | cena                                                                | kategorie                                            | výsledek  |
| ---- | ------------------------------------------------------------------- | ---------------------------------------------------- | --------- |
| 2009 | Juno Award                                                          | nový umělec roku                                     | nominace  |
| 2009 | Juno Award                                                          | vokální jazzové album roku: Ella... of Thee I Swing  | nominace  |
| 2009 | Kanadské nezávislé hudební ceny (Canadian Independent Music Awards) | oblíbený jazzový umělec či skupina                   | vítězství |
| 2010 | Félixova cena (Félix Award)                                         | album roku v angličtině: Nikki                       | nominace  |
| 2010 | Félixova cena (Félix Award)                                         | nejslavnější quebecký umělec mimo Quebec             | nominace  |
| 2010 | Kanadský chodník slávy                                              | Cena Allana Slaighta                                 | vítězství |
| 2011 | Juno Award                                                          | vokální jazzové album roku: Nikki                    | nominace  |
| 2011 | Kanadské rozhlasové hudební ceny (Canadian Radio Music Awards)      | píseň roku v žánru adult contemporary za „I Believe“ | nominace  |
| 2011 | WAVE Smooth Jazz Awards                                             | zpěvačka roku                                        | vítězství |
| 2011 | WAVE Smooth Jazz Awards                                             | album roku: Nikki                                    | nominace  |
| 2011 | WAVE Smooth Jazz Awards                                             | píseň roku za „Try, Try, Try“                        | nominace  |